# Дебелу
Дебелу (кирг. Дөбөлүү) — село в Нарынском районе Нарынской области Кыргызстана. Административный центр Доболунского аильного округа.
Население в 2009 году составляло 1 254 человека.
Находится на берегу реки Нарын в непосредственной близости от Нарынской ГЭС–1, у подножия гор, на высоте 2241 м над уровнем моря.
Расположен в 19 км восточнее районного центра Нарын и в 205 км от железнодорожной станции Балыкчы.
Возникло в 1929 году. Местное население, в основном, занято в животноводстве.
Дебелу дословно означает холм.
В селе имеется средняя школа, общественный центр и библиотека, баня, медицинский пункт, 3 мельницы.
Установлен памятник погибшим во время Великой Отечественной войны.